# In the Aeroplane Over the Sea
《In the Aeroplane Over the Sea》는 미국의 록 밴드 뉴트럴 밀크 호텔의 두 번째 정규 음반이다. 1998년 2월 10일 머지 레코드를 통해 발매되었다. 인디 록과 사이키델릭 포크 장르의 음반으로, 의도적인 낮은 음질의 사운드 연출이 특징이다. 기타와 드럼처럼 전통적으로 쓰이던 악기와 싱잉 소, 일리언 파이프, 잔지토폰(영어: Zanzithophone)같이 음악에 자주 안 쓰이는 악기가 함께 사용된다. 가사는 초현실적이고 불투명하며, 주제는 향수부터 사랑까지를 다루고, 안네 프랑크의 일기에서 부분적으로 영감을 받기도 했다.
1997년 7월부터 9월까지 펫 사운즈 스튜디오에서 녹음된 《In the Aeroplane Over the Sea》는 밴드의 첫 정규 음반 《On Avery Island》의 로파이 사운드를 향상시키기 위해 밴드리더 제프 맨검과 함께 프로듀서로 로버트 슈나이더가 참여하였다. 슈나이더는 디스토션을 유도하기 위해 기타 페달이나 이펙터 같은 스튜디오 장비를 사용하지 않고 컴프레서를 활용한 녹음 기술을 개발하였다. 음반을 홍보하기 위해 뉴트럴 밀크 호텔은 북미와 유럽을 돌며 혼란스럽고 육체적으로 힘든 공연으로 인지도를 얻었다.
발매 당시 음반은 대부분 긍정적인 평가를 받았지만, 극찬으로 이어지지는 않았다. 하지만 시간이 지나면서 추종자들을 불러일으키게 되고 맨검은 새로운 관심에 대처하기 위해 고군분투하였다. 하지만 공연하고 자신의 가사를 설명하는데 지쳐 대중의 눈에서 사라졌다. 《In the Aeroplane Over the Sea》는 발매 이후 몇 년 동안 음악 평론가들 사이에서 인디 록의 랜드마크 격 음반이자 1990년대 최고의 음반 중 하나라고 칭송받았다.

## 곡 목록
| #            | 제목                                                                                              | 재생 시간 |
| ------------ | ------------------------------------------------------------------------------------------------- | --------- |
| 1.           | 〈The King of Carrot Flowers, Pt. One〉                                                           | 2:00      |
| 2.           | 〈The King of Carrot Flowers, Pts. Two & Three〉 (Jeremy Barnes, Julian Koster, Mangum, Spillane) | 3:06      |
| 3.           | 〈In the Aeroplane Over the Sea〉                                                                 | 3:22      |
| 4.           | 〈Two-Headed Boy〉                                                                                | 4:26      |
| 5.           | 〈The Fool〉 (Spillane)                                                                           | 1:53      |
| 6.           | 〈Holland, 1945〉                                                                                 | 3:15      |
| 7.           | 〈Communist Daughter〉                                                                            | 1:57      |
| 8.           | 〈Oh Comely〉                                                                                     | 8:18      |
| 9.           | 〈Ghost〉                                                                                         | 4:08      |
| 10.          | 무제                                                                                              | 2:16      |
| 11.          | 〈Two-Headed Boy, Pt. Two〉                                                                       | 5:13      |
| 총 재생 시간 | 총 재생 시간                                                                                      | 39:55     |

## 평가
| 전문가 평가                       | 전문가 평가                       |
| Contemporaneous reviews (in 1998) | Contemporaneous reviews (in 1998) |
| 평가 점수                         | 평가 점수                         |
| 출처                              | 점수                              |
| --------------------------------- | --------------------------------- |
| Entertainment Weekly              | B+                                |
| NME                               | 6/10                              |
| Pitchfork                         | 8.7/10                            |
| Rolling Stone                     | [ 4 ]                             |
| Spin                              | 7/10                              |

| 전문가 평가                        | 전문가 평가                        |
| Retrospective reviews (after 1998) | Retrospective reviews (after 1998) |
| 평가 점수                          | 평가 점수                          |
| 출처                               | 점수                               |
| ---------------------------------- | ---------------------------------- |
| AllMusic                           | [ 6 ]                              |
| Christgau's Consumer Guide         | [ 7 ]                              |
| Encyclopedia of Popular Music      | [ 8 ]                              |
| Pitchfork                          | 10/10                              |
| The Rolling Stone Album Guide      | [ 10 ] [ a ]                       |
| Tiny Mix Tapes                     | 5/5                                |